# Савез композитора Северне Македоније
Савез композитора Северне Македоније или скраћено СОКОМ је највиша организација која обједињује македонске композиторе. Основали су га 19. јануара 1947. оснивачи македонског савременог музичког стваралаштва Петре Богданов - Кочко (председник), Тодор Скаловски (потпредседник), Славко Костовски (секретар), Васил Кортошев (благајник), Живко Фирфов (члан), Драган Ђаконовски - Шпато (члан), Стефан Гајдов, Трајко Прокопиев и у просторијама тадашњег Радио Скопља под називом Друштво музичара Македоније. Циљ овог друштва је била организована промоција македонске музичке културе. Од 2017. године директорка је Јане Коџабашија. 

## Награде
Ово су награде које додељује СОКОМ: 
- „Трајко Прокопјев” — награда за животно дело;
- „Панце Пешев” — награда за најбоље премијерно изведено дело македонског аутора у претходној години;
- „Георги Божиков” — награда за најбоље извођење дела македонског аутора у претходној години од стране ансамбала или музичких уметника;
- „Виртуози“ — награда за најуспешније музичке и балетске уметнике (додељује се од 2012)